# Nic Wise
Nic Wise (* 8. September 1987 in Houston, Texas, bürgerlich Domenic Giovanni Wise) ist ein US-amerikanischer Basketballspieler. Er ist trotz seiner vergleichsweise geringen Körpergröße von 1,78 m Profibasketballer und spielt als Point Guard.

## Karriere
Seine erste Profistation bestritt er in der Saison 2010/2011 bei den Telekom Baskets Bonn. In Bonn soll er den Abgang von Jared Jordan kompensieren. Zur Saison 2011/2012 erhielt Wise keinen neuen Vertrag mehr und wurde durch Rückkehrer Jordan wieder ersetzt.
Zuvor hatte Wise während seines Studiums in seinem Heimatland für die Wildcats der University of Arizona in der NCAA gespielt, wo er in seiner letzten Saison 14 Punkte, 3,3 Assists, eine Dreierquote von 36 % und eine Freiwurfquote von 87 % erzielte.
Nach seinem Jahr bei den Telekom Baskets Bonn wechselte Wise in die französische LNB Pro A und unterschrieb einen Vertrag über ein Jahr bei STB Le Havre. Dort verletzte er sich im März 2012 am Knie und fiel für den Rest der Saison aus. Er bat daraufhin um eine vorzeitige Auflösung seines Vertrages, um die Verletzung in den USA auszukurieren. Der Verein entsprach diesem Wunsch. In 22 Spielen für Le Havre kam Wise auf 15,1 Punkte, 5,6 Assists und 3,2 Rebounds pro Spiel.
Zur Saison 2012/2013 erhielt Wise einen Vertrag in der italienischen Serie A bei JuveCaserta Basket. Der Vertrag wurde jedoch nach einigen Wochen bereits wieder aufgelöst und Wise wechselte nach Polen und erhielt einen Vertrag bei Erstligist KS Rosasport Radom. Zur Saison 2013/2014 wechselte Wise in die Türkei und schloss sich dort Zweitligist Akhisar Belediye an.